# Aauri Lorena Bokesa
Aauri Lorena Bokesa Abia (ur. 14 grudnia 1988 w Madrycie) – hiszpańska lekkoatletka specjalizująca się w biegach sprinterskich, uczestniczka igrzysk olimpijskich.
W 2009 dotarła do półfinału młodzieżowych mistrzostw Europy w Kownie. Rok później, startując w sztafecie 4 × 400 metrów, zajęła 4. miejsce na mistrzostwach ibero-amerykańskich. Półfinalistka uniwersjady w Shenzhen (2011). W 2012 dotarła do półfinału mistrzostw Europy w Helsinkach oraz na eliminacjach zakończyła swój występ podczas igrzysk olimpijskich w Londynie. Na początku 2013 bez powodzenia startowała na halowych mistrzostwach Europy w Göteborgu. W lipcu zajęła 4. miejsce podczas uniwersjady w Kazaniu, a miesiąc później zanotowała półfinał mistrzostw świata w Moskwie. W 2014 zajęła 8. miejsce podczas mistrzostw Europy w Zurychu. Dwa lata później w Amsterdamie, także podczas europejskiego czempionatu zawodniczka dotarła do półfinału biegu na 400 metrów.
Wielokrotna mistrzyni Hiszpanii i reprezentantka kraju na drużynowym czempionacie Europy.
Rekordy życiowe w biegu na 400 metrów: stadion – 51,08 (21 sierpnia 2021, Berno); hala – 52,74 (21 lutego 2021, Madryt).

## Osiągnięcia
| Rok  | Impreza                                 | Miejsce        | Konkurencja                 | Lokata      | Wynik   |
| ---- | --------------------------------------- | -------------- | --------------------------- | ----------- | ------- |
| 2009 | Superliga drużynowych mistrzostw Europy | Leiria         | bieg na 400 m               | 8. miejsce  | 53,94   |
| 2009 | Superliga drużynowych mistrzostw Europy | Leiria         | sztafeta 4 × 400 m          | 8. miejsce  | 3:36,00 |
| 2009 | Młodzieżowe mistrzostwa Europy          | Kowno          | bieg na 400 m               | półfinał    | 54,25   |
| 2010 | Superliga drużynowych mistrzostw Europy | Bergen         | sztafeta 4 × 400 m          | 9. miejsce  | 3:37,05 |
| 2010 | Mistrzostwa ibero-amerykańskie          | San Fernando   | sztafeta 4 × 400 m          | 4. miejsce  | 3:37,49 |
| 2011 | Superliga drużynowych mistrzostw Europy | Sztokholm      | bieg na 400 m               | 10. miejsce | 53,60   |
| 2011 | Superliga drużynowych mistrzostw Europy | Sztokholm      | sztafeta 4 × 400 m          | 11. miejsce | 3:37,66 |
| 2011 | Uniwersjada                             | Shenzhen       | bieg na 400 m               | półfinał    | 54,09   |
| 2012 | Mistrzostwa Europy                      | Helsinki       | bieg na 400 m               | półfinał    | 52,47   |
| 2012 | Mistrzostwa Europy                      | Helsinki       | sztafeta 4 × 400 m          | eliminacje  | 3:38,00 |
| 2012 | Igrzyska olimpijskie                    | Londyn         | bieg na 200 m               | eliminacje  | 23,23   |
| 2013 | Halowe mistrzostwa Europy               | Göteborg       | bieg na 400 m               | eliminacje  | 53,61   |
| 2013 | Superliga drużynowych mistrzostw Europy | Gateshead      | bieg na 400 m               | 5. miejsce  | 52,50   |
| 2013 | Superliga drużynowych mistrzostw Europy | Gateshead      | sztafeta 4 × 400 m          | 10. miejsce | 3:39,45 |
| 2013 | Uniwersjada                             | Kazań          | bieg na 400 m               | 4. miejsce  | 52,04   |
| 2013 | Mistrzostwa świata                      | Moskwa         | bieg na 400 m               | półfinał    | 51,94   |
| 2014 | Mistrzostwa Europy                      | Zurych         | bieg na 400 m               | 8. miejsce  | 52,39   |
| 2015 | Halowe mistrzostwa Europy               | Praga          | bieg na 400 m               | eliminacje  | 53,80   |
| 2015 | Superliga drużynowych mistrzostw Europy | Czeboksary     | bieg na 400 m               | 8. miejsce  | 53,56   |
| 2015 | Superliga drużynowych mistrzostw Europy | Czeboksary     | sztafeta 4 × 400 m          | 9. miejsce  | 3:35,48 |
| 2015 | Mistrzostwa świata                      | Pekin          | bieg na 400 m               | eliminacje  | 52,98   |
| 2016 | Mistrzostwa Europy                      | Amsterdam      | bieg na 400 m               | półfinał    | 52,39   |
| 2016 | Mistrzostwa Europy                      | Amsterdam      | sztafeta 4 × 400 m          | eliminacje  | 3:33,57 |
| 2016 | Igrzyska olimpijskie                    | Rio de Janeiro | bieg na 400 m               | eliminacje  | 53,51   |
| 2017 | Halowe mistrzostwa Europy               | Belgrad        | bieg na 400 m               | półfinał    | 53,80   |
| 2017 | Superliga drużynowych mistrzostw Europy | Lille          | sztafeta 4 × 400 m          | 9. miejsce  | 3:33,70 |
| 2018 | Igrzyska śródziemnomorskie              | Tarragona      | sztafeta 4 × 400 m          | 3. miejsce  | 3:31,54 |
| 2018 | Mistrzostwa Europy                      | Berlin         | sztafeta 4 × 400 m          | eliminacje  | 3:33,18 |
| 2019 | Halowe mistrzostwa Europy               | Glasgow        | bieg na 400 m               | eliminacje  | 53,45   |
| 2019 | Superliga drużynowych mistrzostw Europy | Bydgoszcz      | bieg na 400 m               | 11. miejsce | 54,11   |
| 2019 | Superliga drużynowych mistrzostw Europy | Bydgoszcz      | sztafeta 4 × 400 m          | 6. miejsce  | 3:32,72 |
| 2021 | World Athletics Relays                  | Chorzów        | sztafeta mieszana 4 × 400 m | 6. miejsce  | 3:19,65 |
| 2021 | Igrzyska olimpijskie                    | Tokio          | sztafeta mieszana           | eliminacje  | 3:13,29 |
| 2022 | Mistrzostwa świata                      | Eugene         | sztafeta 4 × 400 m          | eliminacje  | 3:32,87 |
| 2022 | Mistrzostwa Europy                      | Monachium      | sztafeta 4 × 400 m          | 8. miejsce  | 3:29,70 |